# Kōki Kanō
Kōki Kanō (加納虹輝?, Kanō Kōki; Ama, 19 dicembre 1997) è uno schermidore giapponese, specializzato nella spada.

## Palmarès
- Giochi olimpici

Tokyo 2020: oro nella spada a squadre.
Parigi 2024: oro nella spada individuale, argento nella spada a squadre.
- Mondiali

Il Cairo 2022: bronzo nella spada a squadre.
Tbilisi 2025: oro nella spada individuale e nella spada a squadre.
- Campionati asiatici

Bangkok 2018: bronzo nella spada individuale.